# Moez Ben Gharbia
Ne doit pas être confondu avec Mehdi Ben Gharbia.
Moez Ben Gharbia (arabe : معز بن غربية), né le 30 novembre 1972 à Bizerte, est un animateur et producteur de télévision figurant parmi les plus célèbres hommes du secteur des médias en Tunisie. Il est directeur général de la société V Production.

## Biographie

### Animateur, producteur et directeur
Il se lance ensuite dans une carrière d'animateur, d'abord sur Canal+ Horizons Tunisie, où il anime l'émission Horizons Sport entre 1999 et 2001. Il rejoint ensuite Canal 21 où il anime El Kollna Sport entre 2001 et 2005. Après un passage sur Hannibal TV, où il anime et produit les émissions Swia Sport, Belmakchouf et El Moubecher entre 2005 et 2008, il arrive sur la première chaîne nationale, Tunisie 7, où il devient animateur, rédacteur en chef et producteur de l'émission El Hak Maak, entre 2008 et 2010. En même temps, il anime et produit Stade 7 sur la même chaîne.
En 2012, il arrive sur Ettounsiya TV où il anime et produit 9h du soir durant deux ans ; il produit également Le Crocodile. En 2013, il produit Zilzal, Taxi 1 et Attessia Sport ; il anime cette dernière émission durant un an.
En 2014, il produit Taxi 2 sur Nessma ainsi que la soirée électorale sur la Télévision tunisienne 1 et la Télévision tunisienne 2.
En 2015, après avoir longtemps détenu les records d'audiences (82 % des ménages tunisiens par émission) en tant qu'animateur et producteur, il lance sa propre chaîne, Attessia TV.
En 2017, il produit Le Masque sur Attessia TV, une caméra cachée où il met en scene Béji Caïd Essebsi et Rached Ghannouchi.
En 2019, il démarre une nouvelle expérience avec Carthage+ où il présente une émission de débat politique, 50/50.
En 2022, après une longue absence, il fait son retour sur les fréquences de Diwan FM où il présente une émission d'actualité politique.

### Chef d'entreprise
En 1995, il devient directeur général d'une entreprise de conseil et de distribution de progiciels informatiques. En 2012, il devient également directeur général de V Production.

### Polémiques

#### 2010:El Hak Maak
En mai 2010, sous la présidence de Zine el-Abidine Ben Ali, l'émission El Hak Maak sur Tunisie 7 est arrêtée brutalement après qu'elle a été considérée comme « ingérable » par le régime en place, étant donné que Ben Gharbia défie en partie le régime en insistant sur le fait de soutenir des ouvriers lésés par l'administration.

#### 2012-2014: Ettounsiya TV
9h du soir, émission la plus regardée du pays, propulse Ettounsiya TV au rang de chaîne la plus regardée. Celle-ci est convoitée par le milliairdaire Slim Riahi qui tente de la contrôler et prend possession de la fréquence sur laquelle la chaîne diffuse ses programmes. Lors de cette tentative de contrôle agressive à la veille du ramadan 2012, alors que Sami Fehri, propriétaire de la chaîne, est en prison, Ben Gharbia sauve Ettounsiya TV in extremis en établissant une entente avec la chaîne El Hiwar El Tounsi,.
En septembre 2012, Fehri est libéré et Riahi annonce peu après sur Mosaïque FM qu'il est en négociation avec Fehri sur l'avenir d'Ettounsiya TV. Par la suite, Ben Gharbia, refusant catégoriquement le contrôle de sa ligne éditoriale par le milliardaire, se voit soustraire illégalement des fonds lui revenant légitimement de la part d'Ettounsiya TV. Ces pressions exercées conjointement par Riahi et Fehri mettent Ben Gharbia en difficulté financière, ce qui le pousse à annoncer brusquement la fin de la collaboration avec la société Cactus production de Fehri le 28 janvier 2014.

#### 2015: affaire de la vidéo choc
En septembre 2015, Ben Gharbia s'installe en Suisse, d'où il publie une vidéo sur YouTube : il y prétend connaitre les meurtriers de deux leaders politiques, Chokri Belaïd et Mohamed Brahmi. En novembre, il est de retour en Tunisie sous haute protection et subit un examen psychiatrique initié par le procureur de la République.
Deux ans plus tard, Ben Gharbia reconnaît avoir eu des troubles psychiatriques qui l'ont amené à diffuser la vidéo. À la suite de contre-expertises, la justice aboutit également à la même conclusion.

### Projets d'assassinat

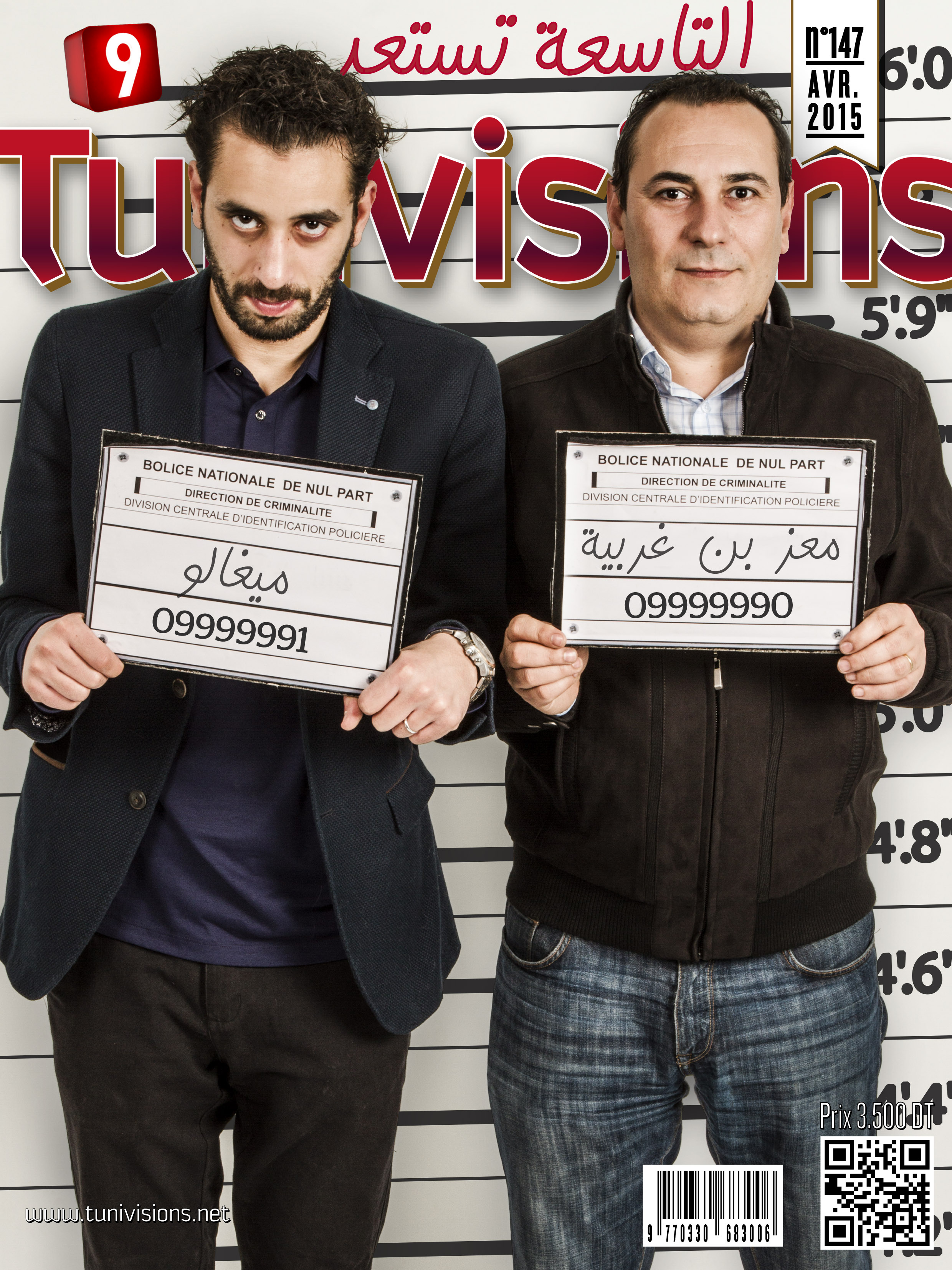
Wassim Herissi et Moez Ben Gharbia en couverture de Tunivisions, en avril 2015.

En août 2014, un homme armé, capturé par la vidéosurveillance d'un café des Berges du Lac, aurait demandé où se trouvait Ben Gharbia avant de prendre la fuite à bord d'une voiture blanche. À la même période, à Douar Hicher, deux terroristes dont un imam sont appréhendés par la brigade de recherche pour avoir eu l'intention de l'assassiner.
En janvier 2015, le chef djihadiste et terroriste Kamel Zarrouk, en fuite en Syrie, appelle ses fidèles en Tunisie à assassiner l'animateur Naoufel Ouertani ainsi que Ben Gharbia, en publiant une vidéo sur les pages officielles de groupes terroristes sur Internet. À la suite de ces menaces, Ben Gharbia est placé sous protection policière par le ministère de l'Intérieur,.

### Procédures judiciaires
Le 13 mars 2015, dans le cadre d'un travail journalistique d'investigation sur des faits graves de corruption et de racket par des hommes politiques et un animateur de télévision, Moez Ben Gharbia, l'imitateur Wassim Herissi ainsi que le directeur de productions de V Production, Abdelhak Toumi, sont arrêtés et accusés d'avoir commis une offense au chef de l'État, Béji Caïd Essebsi.
Après un premier refus de libération le 16 mars, Ben Gharbia et ses deux compagnons sont condamnés deux jours plus tard à six mois de prison avec sursis et remis en liberté le soir même.
Bien qu'en liberté, Moez Ben Gharbia fait appel le 18 mai 2016 et obtient un non-lieu pour lui et ses collaborateurs.

### Prix et distinctions
- 2009 : second meilleur prix pour une émission de débat au Festival des médias arabes du Caire[34] ;
- 2013 : prix de la meilleure émission du monde arabo-musulman lors du Festival des médias arabes d'Al-Ghadir en Irak[35].